# Шлейхер Микита Дмитрович
Шлейхер Микита Дмитрович (10 червня 1998) — російський стрибун у воду.
Учасник Олімпійських Ігор 2016, 2020 років.
Чемпіон Європи з водних видів спорту 2018, 2019 років, призер 2016, 2020 років.
Переможець літньої Універсіади 2017 року.